# 湯家驊
湯家驊，GBS，SC，JP（1950年8月28日—），祖籍廣東新會，資深大律師、立法會前議員，現為香港行政會議非官守議員。
湯家驊在1999年至2001年曾任香港大律師公會主席，2004年至2015年曾任香港立法會議員，代表新界東選區。前公民黨和四十五條關注組成員，2015年前是泛民主派的一員，曾任立法會內務委員會副主席（2012－2015）。退出公民黨後組織民主思路，提出走中間路線，民主思路其後派人參與2016年香港立法會選舉但最終落敗。2019年逃犯修訂條例事件中，湯家驊表態支持修例事宜。
早在2010年五区公投，他主張泛民應與中央政府溝通，建立互信才能達至普選，多次批評公民黨，引來不少泛民人士不滿，對其立場表示質疑，更獲得建制派人士羅范椒芬「點名」指是可接受的特首人選。在他跟隨泛民主派投反對票及否決2015年政改方案後，宣布退出公民黨及辭任議員。

## 早年生涯
湯家驊出生於基層家庭，六兄弟姊妹中排行第五，一家八口住在灣仔春園街的破舊單位。小時候因家貧沒有入讀幼稚園，而是就讀非正式學校，後來入讀東院道官立小學（1962年上午校）及皇仁書院（1967年中五）。湯家驊在中學時期成績一般，喜愛音樂，常參加樂隊玩音樂，當時一起玩音樂的好友包括後來成為歌手的譚詠麟。湯家驊曾經和譚詠麟組Galaxy樂隊，湯家驊主要擔任鍵琴手，樂隊更計劃出碟，後來因故解散，譚詠麟加入了Loosers樂隊，再變為溫拿樂隊（The Wynners），而湯家驊未有加入。

## 法律生涯
湯家驊於皇仁書院畢業後入讀香港大學法律系，1972年以一級榮譽及全班第一名畢業于香港大學法律系，及後到英美等地深造法律，1974年取得牛津大學民事法律(榮譽)學士。
湯家驊在英國實習半年後回港，但當時香港大律師公會並不承認他在海外的實習資歷，於是湯家驊與公會對簿公堂，「未執業已與公會打官司」一事成為法律界多年佳話。後來湯在官司中勝訴，正式開始打官司的生涯。
1977年湯家驊為紙盒藏屍案被告歐陽炳強上訴的律師，但上訴失敗。事隔多年後湯仍耿耿於懷，他覺得是因為自己表現不佳才令被告被定罪，又指當年最後一次見歐陽炳強時，對方流著淚對他說「我係無辜」，令他感到非常難過，最後決定不再處理任何刑事案。直到出獄後多年，歐陽炳強接受網上電台節目東頭灣道99號訪問，仍然堅稱自己是清白。
湯家驊現時為香港著名大律師事務所天博大律師事務所（Temple Chambers）的成員，前律政司司長黃仁龍、袁國強、唐明治、前香港大律師公會主席石永泰等法律界重量級人馬都是他的同事。

## 從政生涯

### 四十五條關注組
2003年湯家驊與梁家傑、余若薇等多名法律界重量級人物組成二十三條關注組，反對特區政府倉促就基本法廿三條立法。及後又組成四十五條關注組（公民黨前身），力爭零七零八雙普選。在2005年更與關注組骨幹成員組成公民黨，以推動競爭法、最低工資及普選為目標，亦希望可以促進民主派與中央溝通及合作。
2004年湯以四十五條關注組成員身份參選立法會，於新界東當選。一年後與多位關注組成員組成公民黨，

### 請李柱銘出選法律界
2008年當時法律界議員吳靄儀放棄連任，湯家驊曾私下要求李柱銘重新出選法律界，但李柱銘一早於2008年中表示不再於立法會尋找連任，故拒絕湯的要求。
不過，該事件被社民連主席黃毓民用於選舉論壇回應公民黨毛孟靜對黃的發問。當時毛孟靜問黃毓民是否認為所有參加功能組別的泛民候選人都是民主罪人，黃毓民便以該事件指責公民黨作為泛民主派，不應參與功能組別選舉。而毛孟靜當時否認有此事，黃立即指責毛說謊，指李柱銘親口向他承認此事。毛孟靜見狀，即時表示湯與李的私人對話不代表公民黨的立場。其後毛孟靜及李柱銘均先後清楚表示有關討論屬私人性質，和兩黨無關。
此事令社民連與公民黨的關係跌至冰點，社民連黃毓民於立法會選舉落幕後，公開表示欲與公民黨修好，更呼籲大家不要計以往仇怨，要冰釋前嫌，繼續合作。其後社民連「長毛」梁國雄還斟了杯水給公民黨黨魁余若薇，釋出善意。
李柱銘於接受訪問時，說社民連黃毓民小事化大，指出「湯家驊只是受人所托，問一句有什麼所謂」，又指社民連雖然杯葛功能組別，但社民連的立法會議員在議會內也要與功能組別議員合作，是「五十步笑百步」。

### 反對公民黨參與五區公投

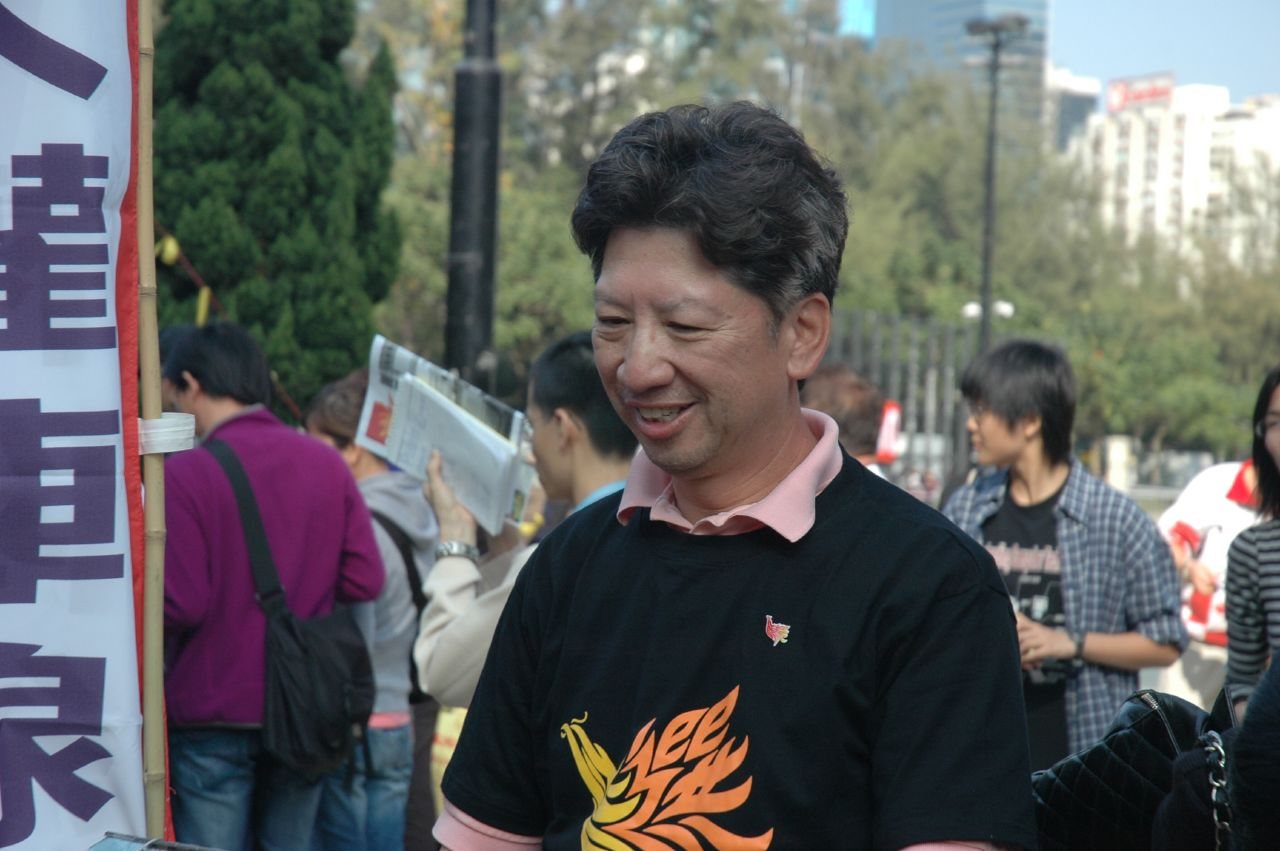
湯家驊身穿印有「普選」的T恤

2009年末，湯家驊所屬的公民黨和社民連組成同盟推動「五區補選，變相公投」，以獲取民意授權向特區政府爭取2012雙普選，兩名公民黨議員梁家傑和陳淑莊分別辭職參選香港島和九龍東。
湯家驊多次撰文反對公民黨參與五區公投，反而加入泛民主派其他政黨如民主黨等所組成的普選聯，以較溫和手段爭取普選。而在民主黨與中聯辦達成協議，決定支持政改方案後，身為公民黨成員的湯家驊決定跟隨公民黨，投下反對票。

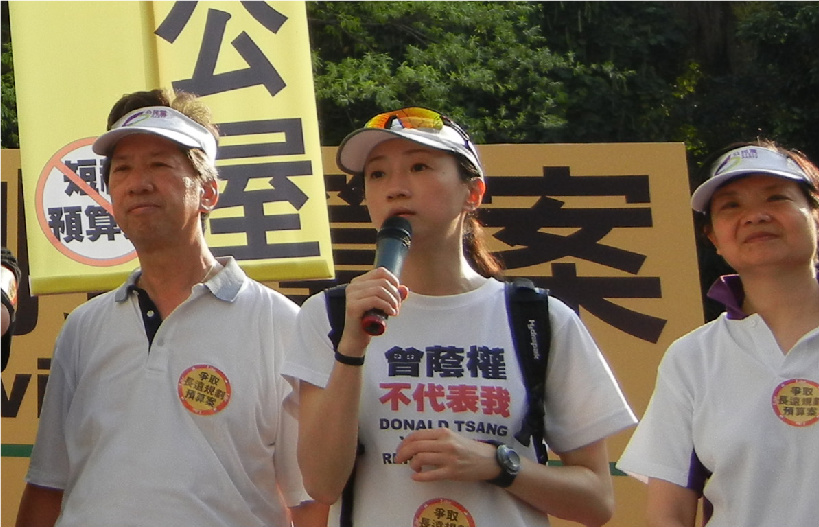
2011年湯家驊（左）與公民黨立法會議員陳淑莊（中）和余若薇，出席反財政預算案遊行

### 2011年區議會選舉
在2011年的香港區議會選舉，湯家驊首次在沙田區議會第一城選區出選，結果落敗。
| 政党   | 政党   | 候选人    | 票数  | %     | ±      |
| ------ | ------ | --------- | ----- | ----- | ------ |
|        | 公民黨 | ①. 湯家驊 | 1,582 | 34.08 | 不適用 |
|        | 獨立   | ②. 黃嘉榮 | 3,060 | 65.92 | +2.82  |
| 多数票 | 多数票 | 多数票    | 1,478 | 31.84 | +5.64  |

### 居港權爭議
2011年7月，湯家驊反對把「外傭爭取居港權」事件中的《基本法》條文爭議提請「人大釋法」，認為這會損害法治及司法獨立。
2012年1月，湯家驊不支持以「人大釋法」或修改《基本法》解決「雙非孕婦來港產子」問題，認為行政手段已經足以打擊有關行為。

### 提出2017年普選政改方案
2013年，湯家驊在沒有知會公民黨的情況下，獨自提出個人政改方案，提出「排序複選制」。他反對泛民及學生團體提出的公民提名，認為這個方法並不符合基本法，又認為提出違反基本法的選舉辦法會嚴重破壞中央與泛民的關係，更難達至普選。湯家驊的方案中提委會四大界別組成不變，但取消團體票，改為界別的從業員或所有會員等。提委會選民因而增至超過百萬人。湯家驊曾將方案交予京官，對方認為他的方案合符基本法要求，而且「方向正確」。不過後來因泛民主派因堅持公民提名，又發動佔中，湯的方案未獲重視。

### 支持反佔中，但拒絕「假普選」
湯家驊是唯一拒絕參與佔領中環及雨傘革命的泛民主派立法會議員，沒有出現在「雨傘廣場」的金鐘「佔領區」。在林鄭月娥到立法會進行第二次政改諮詢的簡介時，除湯家驊外的所有泛民議員離場抗議。
湯多次表示，泛民主派應與中央建立良好的溝通關係，而非對立仇視，因為對抗不能達至普選。
雖然他沒有參與雨傘運動，但湯家驊一直表示他反對方案，會否決政改，拒絕「假普選」。2015年6月18日，28名泛民主派議員，包括湯家驊，投票反對政改，由於33名建制派議員在表決前離場，方案被大比數否決。湯在發言時指「今天所有人都是輸家」，並一度哽咽。
2015年6月18日的夏季中午，湯家驊在立法會投票否決政改方案2017完成4天後並同日宣布退出公民黨及辭任議員，他批評泛民沒有政治智慧，認為他們即使反對政改，也不應過早強硬表明否決，否則會令中央失去談判的動力。湯亦批評負責推銷政改的時任政務司司長林鄭月娥同樣欠缺政治智慧，批評她及特區政府拒絕與泛民合作及溝通。

### 湯家驊退出公民黨
2015年6月18日，28名泛民主派議員，包括湯家驊，投票反對政改方案，由於33名建制派議員在表決前離場，方案被大比數否決。湯在發言時指「今天所有人都是輸家」，並一度哽咽。他批評泛民沒有政治智慧，認為他們即使反對政改，也不應過早強硬表明否決，否則會令中央失去談判的動力。湯亦批評負責推銷政改的時任政務司司長林鄭月娥同樣欠缺政治智慧，批評她及特區政府拒絕與泛民合作及溝通。
2015年6月22日，湯家驊宣布退出公民黨及辭任議員。他指出自2009年底，開始察覺公民黨所走的路線，與當日創黨的理念日漸偏離。他原一直期待公民黨可吸納更多政治傾向較為中立的港人，成為與中央建立關係較為正面的首個民主派政黨。湯又表示將會集中處理他一手成立的智庫民主思路的事務，希望能為一國兩制找到出路，同時修補社會裂縫，並培養有質素的年青人議政。退黨前，他被視作黨內的溫和民主派核心人士，早於2010年他反對梁家傑和余若薇領導參與黃毓民推動的五區公投，亦是唯一拒絕參與佔領中環及雨傘革命的泛民主派議員。

### 退出公民黨以及辭去議員
2015年6月22日的夏季上午，湯在立法會否決政改後第4日，湯家驊於公民黨成員今日發信，指有意引退出申請公民黨黨魁，至於希望黨友聯同公民黨創黨主席尊重及了解。在信中指，自2009年底，開始察覺公民黨所走的路線，會向與當日創黨的理念日漸偏離。他原一直期待公民黨可吸納更多政治傾向較為中立的港人及能成為與中央建立關係較為正面的首個民主派政黨。但是他認為，這個目標在今天來說，而可能過去十多年以來但在有人會認為是太遙遠或不切實際，結束11年的立法會議員生涯。

### 辭任立法會議員及成立民主思路
湯家驊在成立的民主思路後，為同樣的立法會召開記者會，除即日起退黨外，同時宣佈會辭去立法會議員，就將於今年10月1日生效。他稱表示辭職是因為2012年他是以公民黨名義當選議員，有市民當初可能因公民黨才支持他，退黨同時辭職是較公義的做法。加上他發現自己已在議會「起不到任何作用」的身份，多年的努力都是白費，故把議席讓給有能力的人。湯又表示將會集中處理他一手成立的智庫民主思路的事務，希望能為一國兩制找到出路，同時修補社會裂縫，並培養有質素的年青人議政。湯又否認中央掌握他的黑材料，並指有關指控毫無根據，對他而言非常侮辱。

### 出任行會非官守成員
2017年7月1日，獲時任香港行政長官林鄭月娥委任為香港行政會議非官守成員。
2022年7月，繼續獲委任行政會議非官守議員。

### 批評泛民主派
2015年的秋季，湯家驊退黨及辭去立法會議員職務的卸任後，湯家驊對泛民主派的批評更為強烈。湯家驊指責泛民主派變得激進，又不肯和中央坦誠溝通，令雙方關係惡化。他指出，若有人不敢主動講良心說話，帶領群眾走合適的路，反而胡亂順應民情，「這個人只是戀棧議席」，而非為民主努力。湯強調，要達至普選就必定要和中央溝通，而中央的反應是相當易猜，偏偏泛民主派卻要做出惹怒對方的事，令普選之路更難行，相當不智。
他在2016年香港立法會新界東地方選區補選時，湯家驊拒絕支持公民黨及泛民主派提名的楊岳橋勝出之後，但拒絕透露投票意願。
此外，他以〈「一國兩制」下的參選權〉為題撰文稱「在我們這個獨特的一國兩制和基本法制度下，憲法和法律要求候選人持有一種對國家制度和憲法有歸屬感的政治取向，是一種『政治審查』」，不過強調這種政治審查是一種「憲法和法律所要求的，而非單純從政治角度上所設下的『審查』」。另他在文末說，把香港的民主發展和選舉制度規限於一國兩制和基本法下「是符合憲法和法律要求的現實」，又認為長遠而言「這只會是一種對落實及永續一國兩制有幫助的發展」，否則，如讓制度容許一些反對制度甚至鼓吹推翻制度的政治思想萌芽生長，「最終只會危及一國兩制之繼續存在，這對全香港人而言，不容否定將會是一種災難性的結果」。

### 民主思路率團訪京 拜會港澳辦
2018年3月，湯家驊作為民主思路召集人率領32人訪問團訪北京，是民主思路相隔2年再度訪京，到訪港澳辦及獲主任張曉明和副主任馮巍接見。湯家驊與張曉明單獨會面2小時，二人又到北京玉淵潭公園欣賞初開的櫻花，形容「很特別、很浪漫和有戲劇性」。會面時雙方在一國兩制、選舉權利和國家尊重等議題上曾有爭拗，他認為一國兩制下，毋須擁護或效忠共產黨，才有選舉權及發言權。對方則認為共產黨在中國執政及在憲法授權，要尊重政治事實，如不接受共產黨即不接受一國，亦即不接受一國兩制，若不接受一國兩制的話，則不用參選。
完成訪京後港澳辦發稿稱對民主思路在基本政治立場以及在重大問題上理性、專業、務實的取態表示讚賞，對其「致力培養更多有香港情懷、國家觀念和國際視野的青年政治人才」表示肯定和支持，其高調讚賞被認為是中央樂於與溫和民主派和中間派溝通，及對民主思路以溫和方式推動民主表示認同。

### 認為立「假新聞」法是唯一出路
湯家驊於港大傳媒論壇中，多次表明立「假新聞」法例是唯一出路，認為市民應保護香港的價值和擁護基本法，卻未提及如何判斷「假新聞」。他同時認為政府應要求社交平台在香港設立分公司，表示一旦出現假新聞，便能有人承擔責任。

### 認為掉了《蘋果日報》是最安全
湯家驊表示，行為本身不是犯法，要視乎犯罪意圖，例如市民把報紙放在床下底留紀念，閒來自己閱讀，並無犯罪意圖。不過若久不久拿出來給人看，利用刊物達到涉及國家安全的違法目的，則可能有問題，他認為掉了刊物是最安全。

### 英國人的虛偽
2025年8月1日，湯家驊在網上發文，直指同年英國政府將從香港從引渡法中剔除，以便日後可以用個案形式處理的行為非常虛偽。

## 家庭
湯家驊已婚，妻子楊蕙蘭是他的大學同學，現職事務律師。湯太憶述，直到大學二年級才知道湯家驊的存在，因為他很少上課，大部份時間在圖書館自修。
二人育有兒子湯煒軒（Justin）。湯煒軒亦是執業大律師，畢業於英國艾克斯特大學法律系。2012年12月15日湯煒軒與女友陳宛莛（Mandy）結婚，於洲際酒店筵開五十席，多名政界、法律界、商界人士均有出席。

## 軼事
- 湯在Google搜尋及網絡討論區上常被轉向「衰十一」（意為「與未成年少女發生性行為」），當中更有人指湯被掌握了黑材料而被迫在政治立場上作出轉變，統稱為「淚灑雪廠街」。就此，湯本人否認，更表示是遭到惡意抹黑。[34]
- 湯曾批評香港民族黨召集人陳浩天出賣香港，陳浩天於2018年9月去信美國華府，呼籲美國國務院重新審視《美國－香港政策法》。湯在其社交網站撰文質疑陳為何對特區政府充滿仇恨，要置特區於死地。[35][36]
- 湯曾批評《紐約時報》是一份「頗為奇怪的報紙」，因為湯與前任律政司司長袁國強多次就香港法治、憲法和法庭判決問題投稿，但《紐時》全部沒有刊登；但《紐時》卻刊登游蕙禎題為〈香港民主之死〉（Democracy's Demise in Hong Kong[37]），內容提及脫離北京獨立是唯一出路、香港才會有真正民主和自由的文章，批評對方「對港獨、破壞香港法治的文章一律照單全收」，使香港在國際「不斷被偏頗言論抹黑卻毫無自辯機會」，令人遺憾。[38][39]
- 湯曾於2015年回應時任中聯辦主任張曉明的「特首超然論」時曾指對方說法「完全說不過去」，認為《基本法》雖無三權分立之名，但肯定有三權分立之質。[40]
- 湯在2023年10月13日在社交平台發文，指在新疆旅遊跌斷兩條肋骨，讚內地醫療效率高「正過養和」[41]

## 學歷、專業資格及獎項
- 香港皇仁書院畢業
- 香港大學法律學士（1972）（一級榮譽及全班第一名）
- 牛津大學民事法律（榮譽）學士（1974）
- 香港大學李福善法律獎章得主（1972）
- 扶輪社畢業生獎項得獎人（1973－1974）
- 牛津大學St. Edmund Hall Winter-Williams獎學金學生（1972－1974）
- 倫敦大律師公會終期試榮譽證書（一級榮譽及總第一名）（1974）
- Lloyd Stott紀念獎（1974）
- J.B.Montagu見習大律師獎（1974）
- 中殿律師學院榮譽證書（1974）
- 香港大律師公會會員（1975）
- 英國大律師公會理事會會員
- 美國紐約州大律師公會會員
- 英國認許大律師（1974）
- 澳洲維多利亞省最高法院大律師及律師（1983）
- 新加坡共和國最高法院出庭訟辯人及律師（1986）
- 美國紐約州大律師（1988）
- 香港御用大律師（1990）
- 香港資深大律師（1997）

## 公職
- 立法會議員（新界東）（2004年10月1日－2015年9月30日）
- 香港最高法院暫委法官（1992年4月22日 - 6月1日及2002年4月8日 - 5月4日）
- 香港最高法院規則委員會香港大律師公會代表（1978年及1979年）
- 香港區域法院規則委員會香港大律師公會代表（1979－1990年12月）
- 區域法院規則及訟費工作小組成員（1980年）
- 香港大律師公會就調查一名大律師的不當行為指控而成立的調查委員會委員（1986年）
- 香港大律師公會就調查一名大律師的不當行為指控而成立的調查委員會委員（1987年）
- 區域法院規則工作小組成員（1988年）
- 法律援助常務委員會委員（1988年2月2日－1992年2月16日）
- 暴力及執法傷亡賠償委員會委員（1989年1月19日－1995年6月18日）
- 香港大律師公會就調查一名大律師的不當行為指控而成立的調查委員會委員：（1989年）
- 稅務上訴委員會委員（1991年6月3日－1995年1月2日）
- 香港大學及香港城市理工學院法律深造證書（商業法及實務）校外考官：（1991年 - 1994年）
- 證券與期貨事務上訴委員會委員（1994年10月15日 - 1996年10月14日）
- 稅務上訴委員會副主席（1995年1月 - 2004年1月）
- 證券與期貨事務上訴委員會副主席（1996年10月15日 - 1999年10月14日）
- 收購上訴委員會副主席（1994年6月1日 - 1999年6月1日）
- 人事登記審裁處審裁員（1996年5月 - 2004年4月）
- 香港大學法律專業學系名譽講師（1998年 - 2002年8月31日）
- 市政服務上訴委員會委員（1996年8月10日 - 2002年8月9日）
- 市政上訴委員會及區域市政上訴委員會委員（1996年8月10日 - 2002年8月9日）
- 律師出庭發言權委員會主席（1997年）
- 香港大律師公會執行委員會委員（1998年 - 1999年）
- 香港大律師公會主席（1999年 - 2001年）
- 香港城市大學法律學院諮詢委員會委員（2001年1月15日 - 2003年1月14日）
- 香港按揭證券有限公司按揭文件標準化計劃統籌委員會及起草委員會委員（2001年3月）
- 民事司法制度改革委員會主席（2001年及2002年）
- 經濟及就業委員會委員（2004年11月 - 2005年12月）

## 外部連結
- 湯家驊的Facebook專頁
- 湯家驊的Facebook專頁(失效)
- 執業大律師名冊
- 香港特別行政區立法會 - 議員履歷 湯家驊議員, SC （存檔）
- 湯家驊資深大律師 Temple Chambers

| 政黨職務 | 政黨職務                            | 政黨職務      |
| -------- | ----------------------------------- | ------------- |
| 新頭銜   | 公民黨新界東支部主席 2006年－2014年 | 繼任： 楊岳橋 |
| 新頭銜   | 民 民主思路召集人 2015年－          | 現任          |